# Vjetar s Dinare
Vjetar s Dinare četvrti je studijski album hrvatskog pjevača Marka Perkovića Thompsona. Album je 1998. godine objavila diskografska kuća Croatia Records.
Na albumu se nalaze uspješnice "Zaustavi se vjetre", "Prijatelji" i "Lijepa li si".
Album je u Hrvatskoj prodan u dijamantnoj nakladi.

## Popis pjesama
1. Zaustavi se vjetre (duet: Pajdaši) (4:19)
2. Prijatelji (3:56)
3. Lijepa li si (4:18)
4. Ej, haj, pjesme naše (4:07)
5. Dobro jutro (3:36)
6. Crne noći bijeli putevi (remix) (3:00)
7. Pijem, dušo (3:15)
8. Zašto si se okomila na me (3:26)
9. Ostavio sam te draga (3:36)
10. Pukni, puško (3:36)

1. ↑  THOMPSON: "VJETAR S DINARE" - 15 GODINA POSLIJE (REIZDANJE LEGENDARNOG ALBUMA). Inačica izvorne stranice arhivirana 21. siječnja 2016. Pristupljeno 24. srpnja 2025.CS1 održavanje: bot: nepoznat status originalnog URL-a (link)